# Tranh khắc đá trên dãy Altay
Tranh khắc đá trên dãy Altay là di sản thế giới được UNESCO công nhận nằm tại tỉnh Bayan-Ölgii, Mông Cổ. Đây là các tác phẩm điêu khắc trên đá minh họa cho sự phát triển của văn hóa ở Mông Cổ trong khoảng thời gian 12.000 năm. Những hình ảnh sớm nhất phản ánh khoảng thời gian từ năm 11.000-6000 TCN, khi khu vực này một phần là rừng và thung lũng cung cấp môi trường sống cho hoạt động săn bắn động vật lớn của con người. Những hình ảnh sau đó cho thấy sự chuyển đổi từ việc săn bắn sang chủ đạo là chăn gia súc và những hình ảnh mới nhất là về lối sống du mục trong đầu thiên niên kỷ 1 trước Công nguyên, thời kỳ Scythia, và sau đó là Turk (Thế kỷ 7-8 sau CN).

## Mô tả
Di sản này bao gồm 3 địa điểm chạm khắc đá là: 
- Tsagaan Salaa (Baga Oigor) thuộc Vườn quốc gia Altai Tavan Bogd ở Ulaankhus;
- Thượng Tsagaan Gol thuộc Vườn quốc gia Altai Tavan Bogd ở Tsengel;
- Aral Tolgoi ở Tsengel.

Cả ba địa điểm này đều nằm trong các thung lũng núi cao được hình thành bởi các sông băng thế Pleistocen. Tại đây chứa mật độ lớn các bức tranh khắc đá và các di tích nghi lễ phản ánh sự phát triển của văn hóa nhân loại trong khoảng thời gian 12.000 năm.
Tsagaan Salaa-Baga Oigor đây là nơi có số lượng phong phú nhất các bức tranh khắc đá với khoảng 10.000 hình ảnh trong khu vực rộng 15 kilomet vuông. Chúng có niên đại từ thời đại đồ đá mới đến thời đại đồ đồng chủ yếu mô tả gia súc và săn bắt thú lớn, có cả cá thể và bầy đàn lớn.
Thượng Tsagaan Gol là quần thể nghệ thuật trên đá nằm dưới sông băng Tavan Bogd, là một trong những nơi tập trung phong phú nhất của nghệ thuật tiền sử và sơ sử ở Bắc Á. Tại đây có chứa một bộ sưu tập phong phú được tạo ra trong thời đại đồ đồng và thời kỳ Turk, mô tả các cuộc đi săn, chăn thả gia súc và những người cưỡi trên lưng ngựa với đại bàng hoặc chim ưng trên vai, cùng nhiều cảnh khác.
Aral Tolgoi nằm ở cuối phía tây của hồ Khoton Nuur, đại diện cho bộ sưu tập ngoài trời tốt nhất và lớn nhất của nghệ thuật đá thời đại đồ đá cũ ở Bắc Á. Với các bức vẽ về gia súc, động vật hoang dã gồm cừu Argali, ngựa và nhiều loài khác, địa điểm này là di sản văn hóa nhỏ nhất, nhưng không kém phần quan trọng.